# Mandamarri
Mandamarri là một thành phố và khu đô thị của quận Adilabad thuộc bang Telangana, Ấn Độ.

## Nhân khẩu
Theo điều tra dân số năm 2001 của Ấn Độ, Mandamarri có dân số 66.176 người. Phái nam chiếm 51% tổng số dân và phái nữ chiếm 49%. Mandamarri có tỷ lệ 61% biết đọc biết viết, cao hơn tỷ lệ trung bình toàn quốc là 59,5%: tỷ lệ cho phái nam là 70%, và tỷ lệ cho phái nữ là 52%. Tại Mandamarri, 10% dân số nhỏ hơn 6 tuổi.